# Panhandle do Oklahoma

Panhandle do Oklahoma

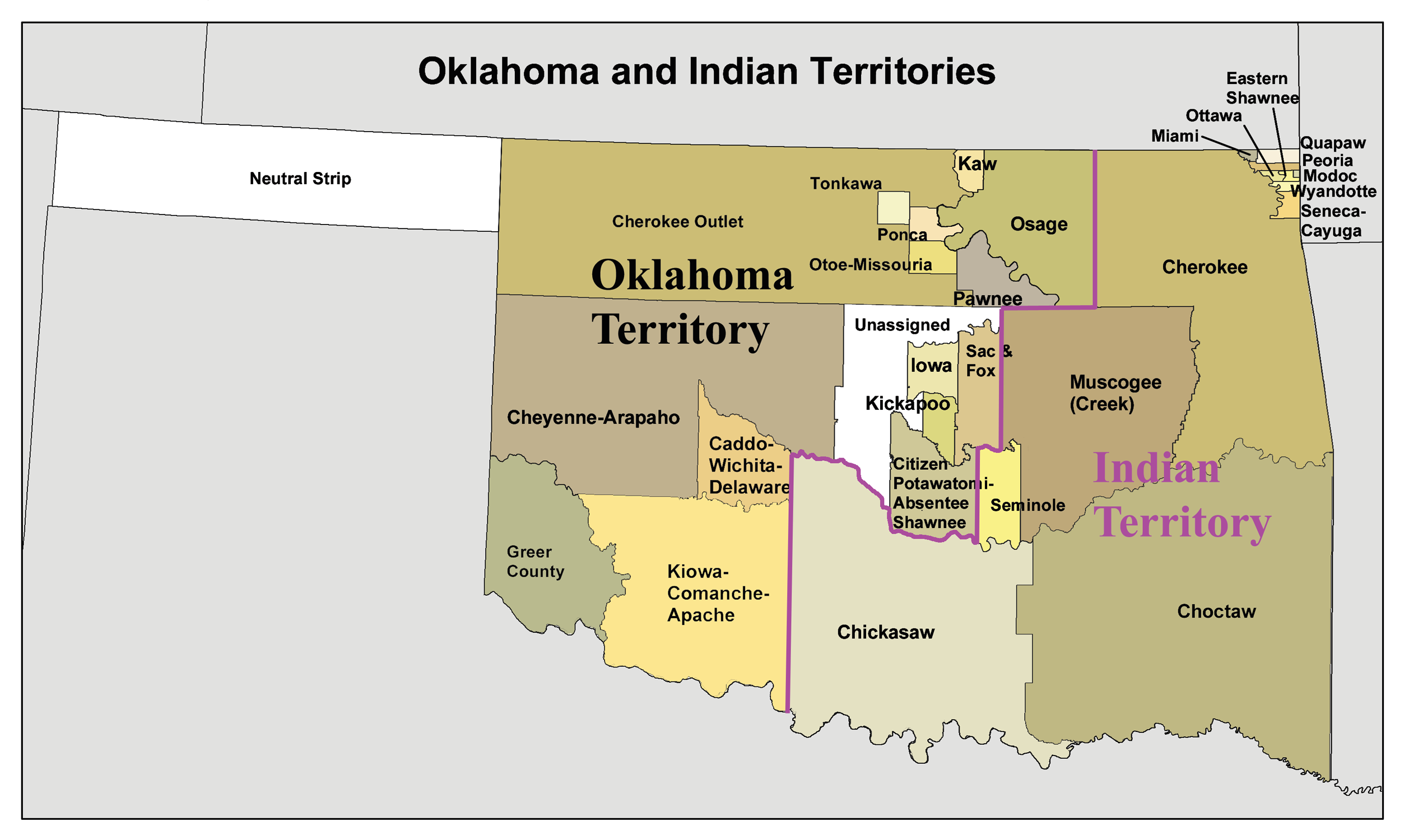
Mapa do Território do Oklahoma que mostra em cor branca o panhandle como "território neutro" (neutral territory)

O Panhandle do Oklahoma é a região do estado do Oklahoma que inclui os três condados mais ao oeste no estado. É uma tira estreita em forma de cabo de frigideira que se encontra entre o Colorado e o Kansas a norte,  Novo México a oeste e o Texas a sul. Os seus limites norte e sul são definidos pelo paralelo 37 N e paralelo 36,5 e os limites ocidental e oriental pelo meridiano 103 W e meridiano 100 W.
Os condados são:
- Condado de Cimarron
- Condado de Texas
- Condado de Beaver

O Panhandle do Oklahoma tinha, segundo o censo do ano 2000, uma população de 29 112 habitantes, representando 0,84% da população do estado. Estima-se que tenha vindo a perder população recentemente
O Panhandle do Oklahoma nasceu através do compromisso de 1850 que fixou as fronteiras do Texas. Entretanto, os texanos, desconfiando da marcação de limites, reivindicaram esta faixa de território nos 40 anos seguintes. O litígio só ficou resolvido em 2 de maio de 1890, com a criação do Território do Oklahoma, e a integração desta faixa nesse território.